# Alberto Doria
Alberto Doria (* 21. Juli 1901 in Florenz; † 31. Mai 1944 in Bologna) war ein italienischer Drehbuchautor und Filmregisseur.

## Leben
Doria schloss in politischer Wissenschaft ab un verbrachte etliche Zeit außerhalb seines Heimatlandes. In Italien war er Regieassistent für Mario Bonnard, Mario Camerini und Alberto Lattuada und arbeitete als Drehbuchautor; im Jahr 1941 inszenierte er seinen einzigen Film, Il ponte sull'infinito, mit seiner Frau Bianca Doria in der Hauptrolle.
Doria starb bei einem Verkehrsunfall.

## Filmografie (Auswahl)
- 1941: Il ponte sull'infinito (Regie, Drehbuch)